# 펠릭스 토레스
펠릭스 에두아르도 토레스 카이세도(스페인어: Felix Eduardo Torres Caicedo, 1997년 1월 11일 ~ )는 에콰도르의 축구 선수로 현재 브라질 캄페오나투 브라질레이루 세리이 A의 코린치앙스에서 수비수로 활약하고 있다.